# Кубо, Коити
Коити Кубо (яп. 久保晃一, родился 13 января 1976 года в префектуре Сайтама) — японский регбист, выступавший на позициях фланкера и восьмого.

## Биография
Выступал в молодости за команду средней школы Ёрии, в 1994—1998 годах — студент университета Дайто Бунка и игрок университетской команды. С 1998 по 2009 годы выступал за команду «Ямаха Жубилу» в чемпионате Японии, был её капитаном в 2001 году. Карьеру завершил в 2009 году.
За сборную Японии дебютировал 11 ноября 2000 года матчем против Ирландии в Дублине на «Лэнсдаун Роуд». В составе сборной Японии сыграл два матча на чемпионате мира 2003 года в Австралии. Последнюю игру провёл 4 июля 2004 года против Италии в Токио.
Фанат рок-группы Southern All Stars.